# Orconectes saxatilis
Orconectes saxatilis är en kräftdjursart som beskrevs av R. W. Bouchard och J. W. Bouchard 1976. Orconectes saxatilis ingår i släktet Orconectes och familjen Cambaridae. IUCN kategoriserar arten globalt som sårbar. Inga underarter finns listade i Catalogue of Life.